# 克斯廷·加雷弗雷克斯
克斯廷·加雷弗雷克斯（德语：Kerstin Garefrekes，1979年9月4日—），生于西德伊本比倫，已退役的德國女子足球運動員，司職前鋒及中場。

## 球員生涯

### 球會
加雷弗雷克斯於1986年在伊本比倫球會綠白斯坦貝克（Grün-Weiß Steinbeck）展開足球員生涯，後來轉會到DJK伊本比倫阿米尼亞（DJK Arminia Ibbenbüren）。1998年她加盟新成立的德甲球隊赫伊克萊訪，翌年赫伊克萊訪以第十一名降落次級聯賽。2004年，她協助赫伊克萊訪在2003-2004年德甲取得第三名，並以26個入球贏得德甲聯賽神射手。2004年，加雷弗雷克斯轉會至法兰克福，她在這裡成為法蘭克福登上歐洲豪門的主力球員，多年間贏得幾項重要冠軍，包括三次德甲冠軍及四次女子德國盃冠軍，並且三次在欧足联女子冠军联赛封王。
2014年，加雷弗雷克斯轉會至國家女子足球聯賽球隊華盛頓精神。

## 國家隊
2001年11月17日，加雷弗雷克斯在世界盃外圍賽中對荷蘭中首次代表德國隊上陣，她在第86分鐘入替马丁娜·米勒。2002年1月27日，她在四國賽中對挪威的比賽中攻入她的第一個國際賽入球，協助德國3-1獲勝。
2003年國際足協女子世界盃，加雷弗雷克斯首次代表德國隊參加大賽，第一場對加拿大攻入一球幫助球隊旗開得勝；接著她分別在八強對俄羅斯攻入兩球以及在四強對美國攻入一球，最終為德國贏得她的第一個重要國際賽冠軍，她在整個賽事出場五場攻入四球，為德國奪冠扮演重要角色。她還贏得2004年夏季奥林匹克运动会銅牌和2005年欧洲女子足球锦标赛冠軍。
2007年國際足協女子世界盃，德國以衛冕冠軍身份出賽並且在決賽擊敗巴西衛冕成功。加雷弗雷克斯在六場比賽中都以正選出場並攻入兩球。加雷弗雷克斯在2008年夏季奥林匹克运动会再次贏得銅牌，並在2009年贏得第二次歐洲冠軍。
2011年國際足協女子世界盃，德國以東道主及衛冕冠軍身份出賽，加雷弗雷克斯分別在分組賽對加拿大及法國攻入一球。然而德國在半準決賽被日本淘汰，這一場比賽亦是加雷弗雷克斯最後一場次代表德國。

## 榮譽
法兰克福
- 欧足联女子冠军联赛: 2005–06, 2007–08, 2014–15
- 德国女子足球甲级联赛: 2004–05, 2006–07, 2007–08
- 女子德國盃（英语：DFB-Pokal Frauen）: 2006–07, 2007–08, 2010–11, 2013–14

德國
- 國際足協女子世界盃: 2003, 2007
- 欧洲女子足球锦标赛: 2005, 2009
- 夏季奥林匹克运动会銅牌: 2004, 2008
- 阿爾加維盃: 2006

個人
- 德甲聯賽神射手: 2003–04
- 银月桂叶: 2007
- 國際足協女子世界盃全明星陣容: 2011

## 外部鏈接
- 資料庫 （页面存档备份，存于） 在德國足協 （德語）
- 克斯廷·加雷弗雷克斯 – FIFA國際賽競賽紀錄 (存檔)
- worldfootball.net：克斯廷·加雷弗雷克斯之統計數據 （英文）